# 申利农场历史区
申利农场历史区（Schenley Farms Historic District），又名申利农场-奥克兰市政区（Schenley Farms–Oakland Civic District）是一个美国历史区，列于国家史蹟名录，位于美国宾夕法尼亚州匹兹堡的奥克兰区。
它包括两个单独指定的匹兹堡市历史区：奥克兰市政中心历史区 包括公共和私人拥有的市政机构建筑；以及毗邻的申利农场历史区，主要是20世纪初规划的住宅区。申利农场历史区大致南部以福布斯大道为界，包括匹兹堡卡内基博物馆；东面到南Dithridge和北 Bellefield，延伸到第五大道和北克雷格街的聖保祿主教座堂；西北部到Bigelow 大道、Andover 路和 Bryn Mawr 路；西南面到萨克雷街。

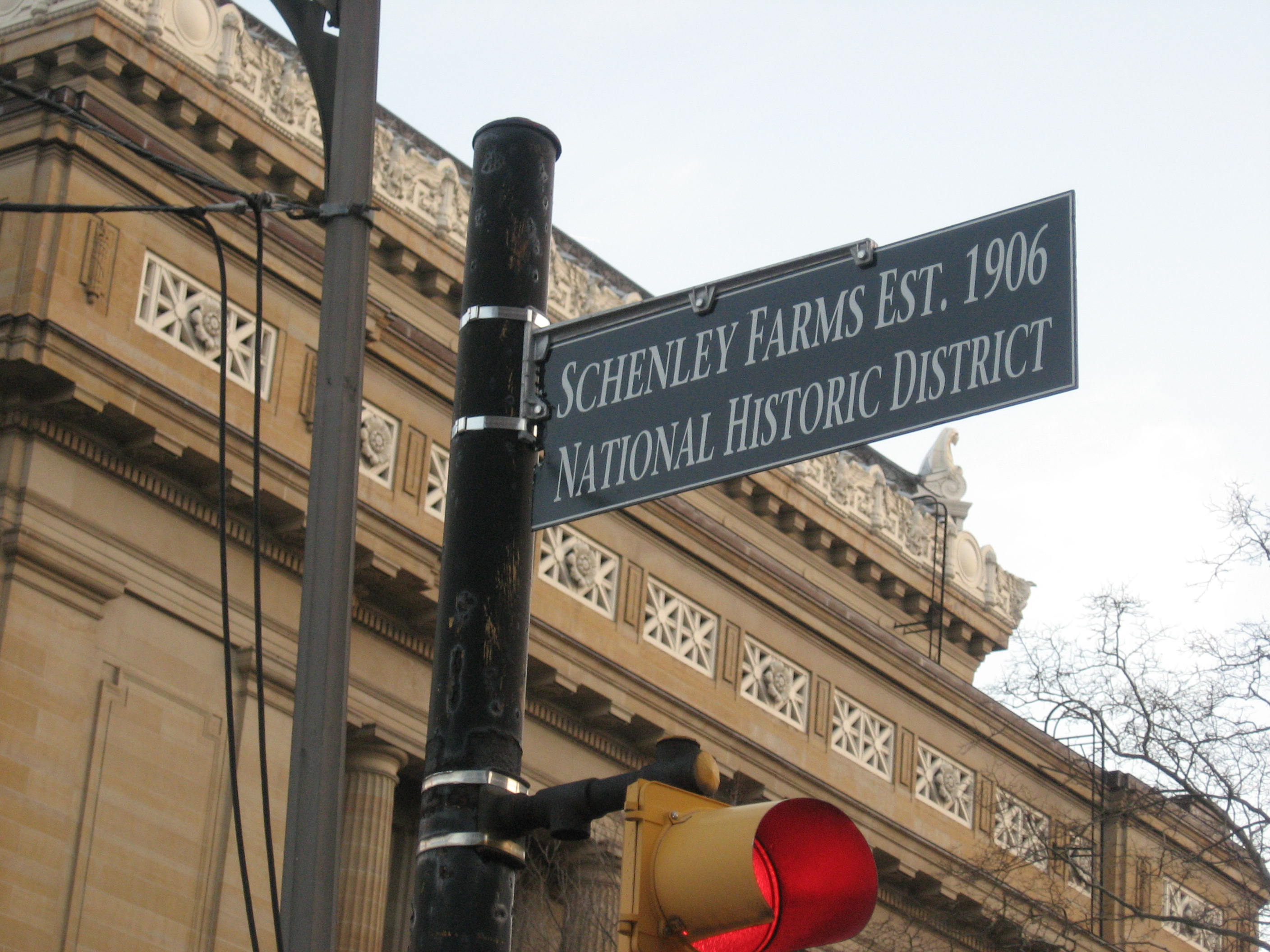

申利农场历史区以19世纪末和20世纪的复兴建筑而闻名，是匹兹堡大学大部分校园的所在地。该区包括154座历史建筑，其中31座为文化或机构建筑，123座为住宅。该历史区是从19世纪90年代中期到20世纪的第一个十年期间美国社区规划和发展的一个著名例证，深受当时指导城市规划和城市设计的城市美化运动影响，青睐布杂艺术风格的林荫大道，公园和市政建筑。
1905年，富兰克林尼古拉为奥克兰区设计了城市美化风格的发展计划，其中包括市政、社交、住宅和教育区，沿着 Bigelow 大道 贯穿了社区的中心地带。规划的中心是一系列古希腊和意大利文艺复兴风格的纪念性建筑。虽然尼古拉的规划并没有完全实施，例如奥克兰市政厅就从未建造，但还是完成了士兵和水手纪念馆、共济会会所（现为匹兹堡大学校友厅)和匹兹堡体育协会等地标建筑。
在尼古拉的设计结束后，该历史区又兴建其他一些主要地标建筑，如匹兹堡大学和梅隆研究所的地标学习大教堂和亨氏纪念教堂。该区的历史建筑跨度从1880年至1979年。

## 参考

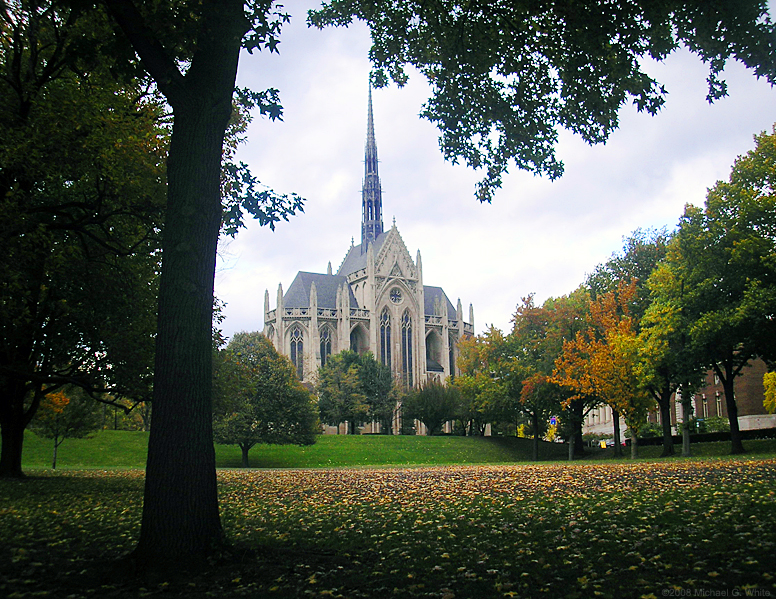
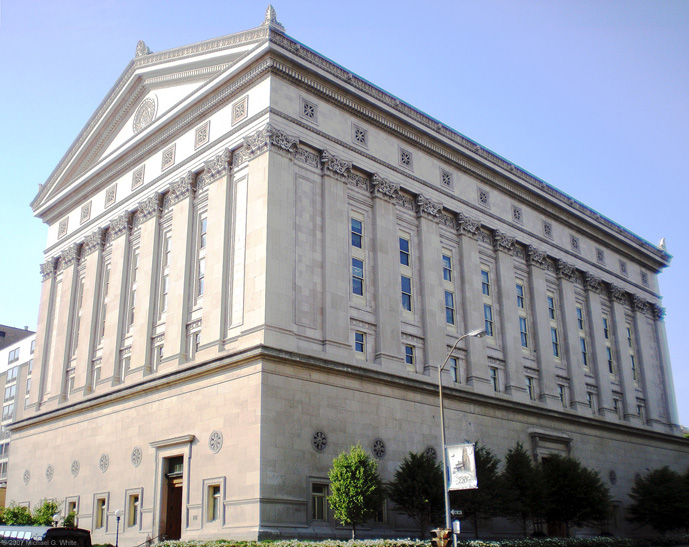
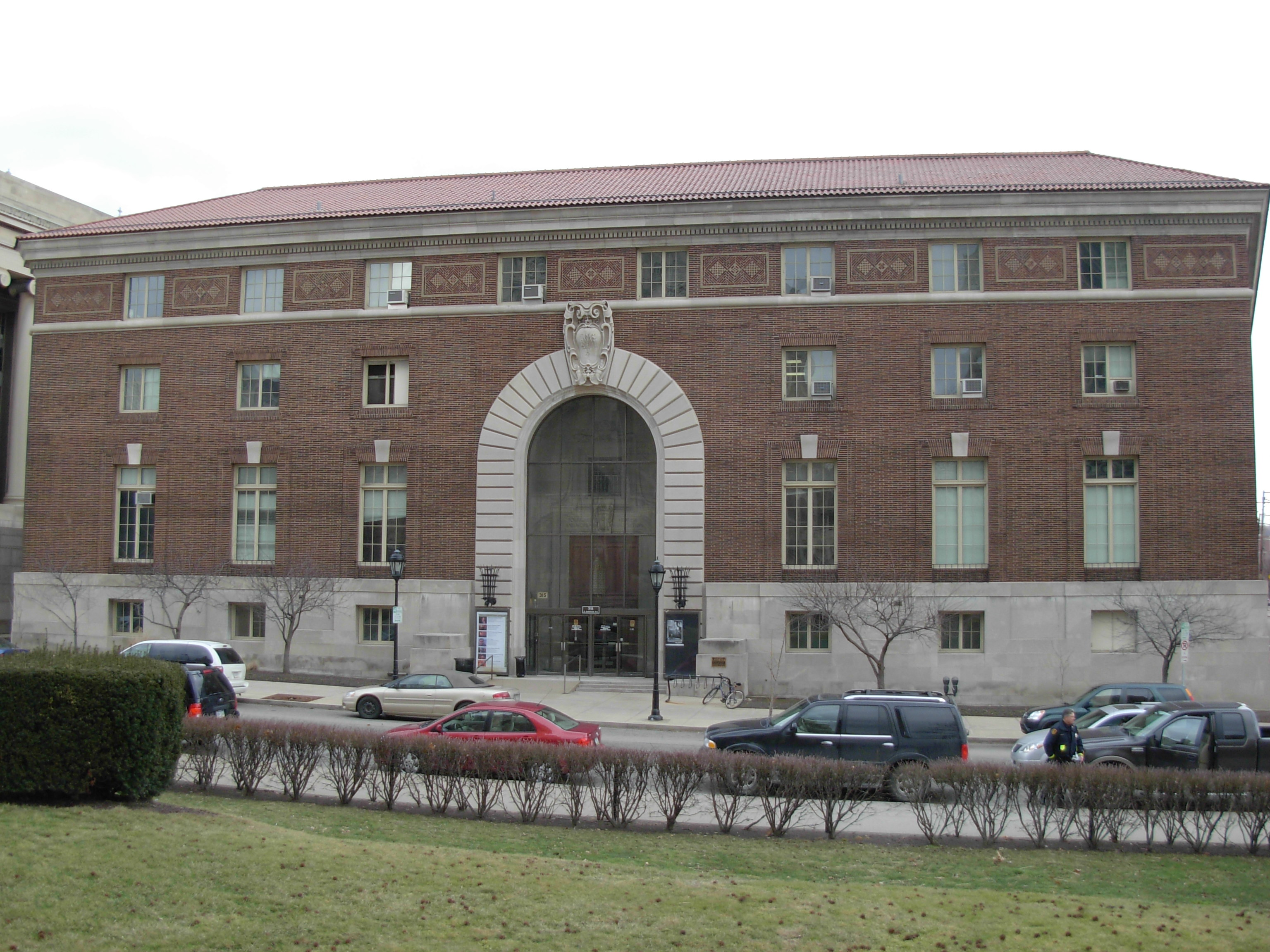
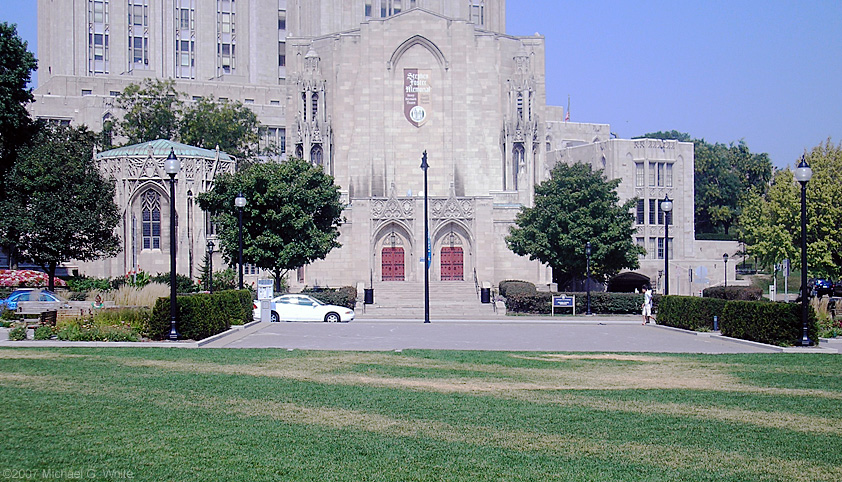
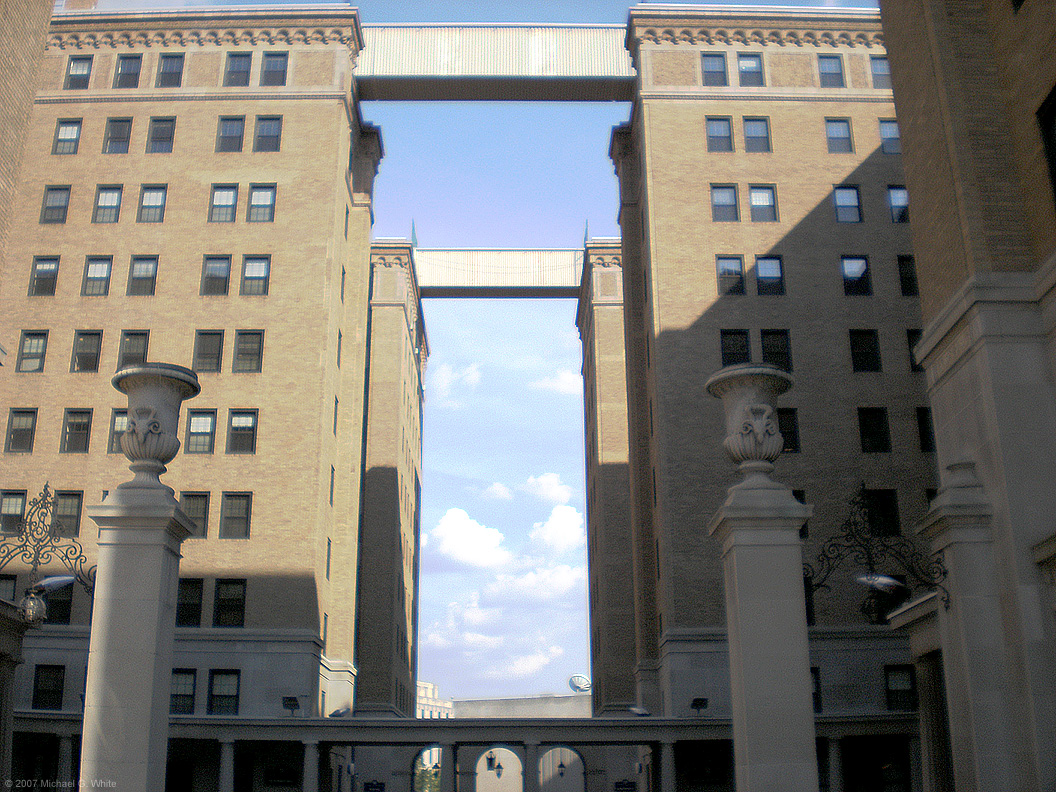
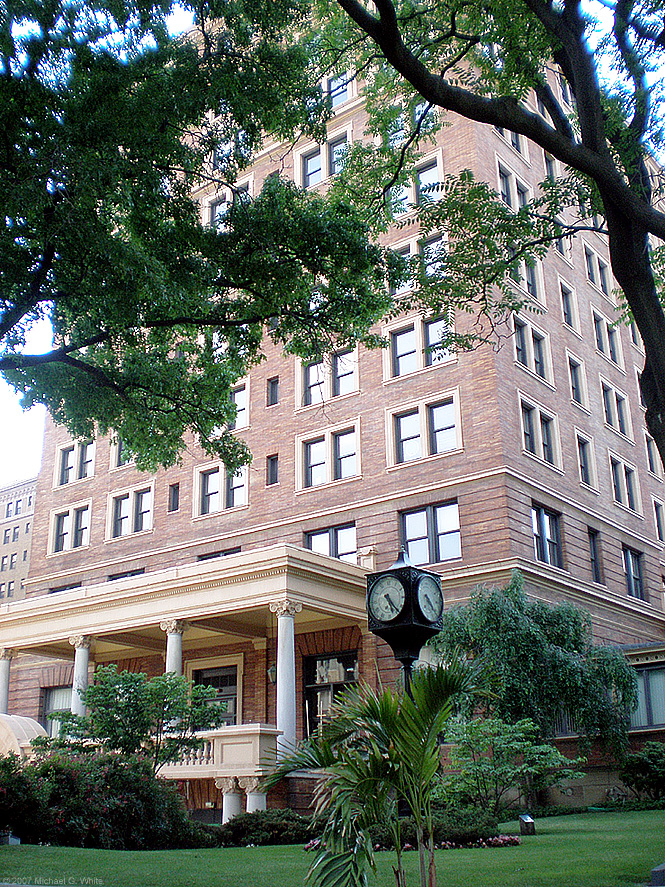
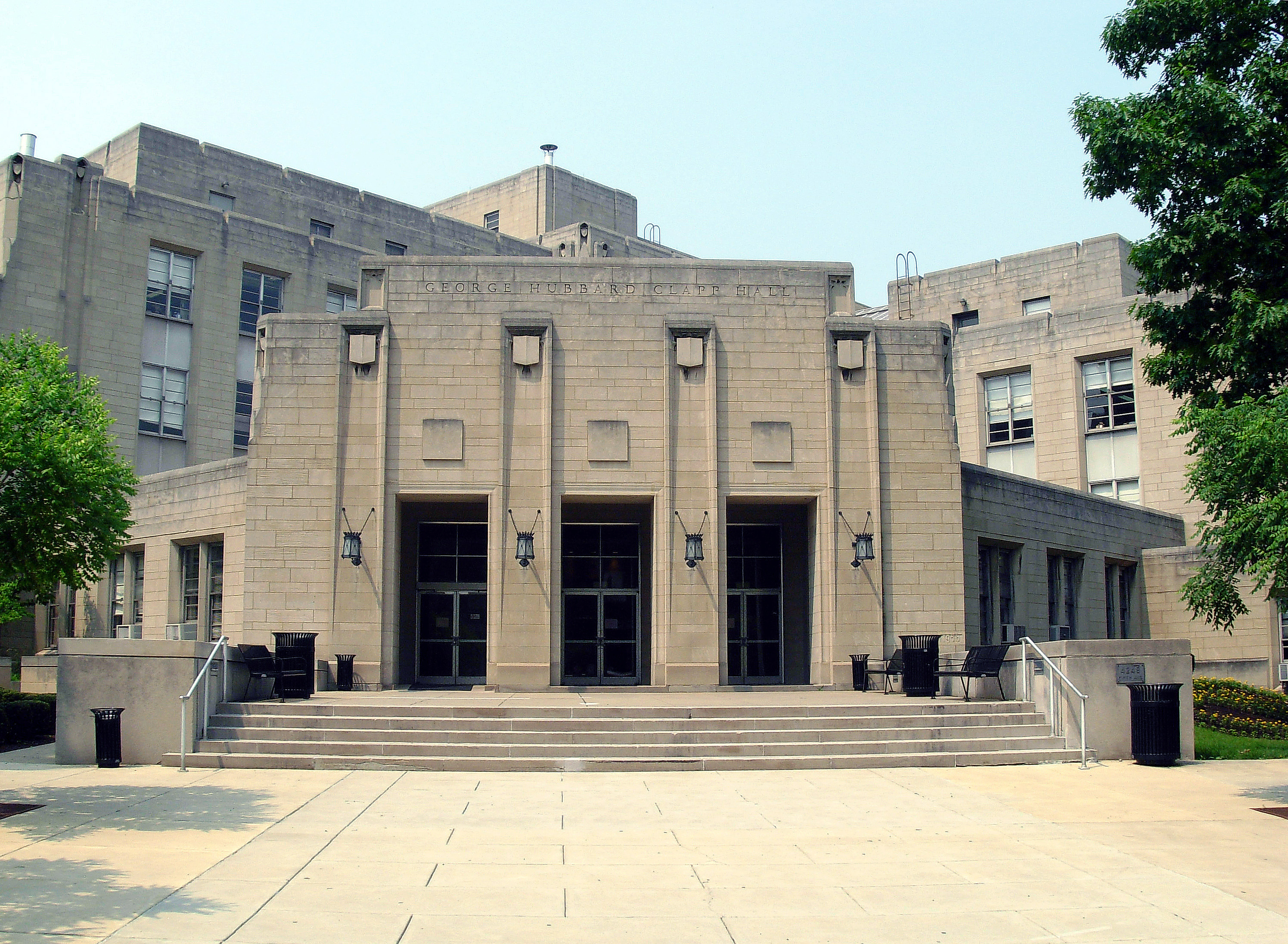
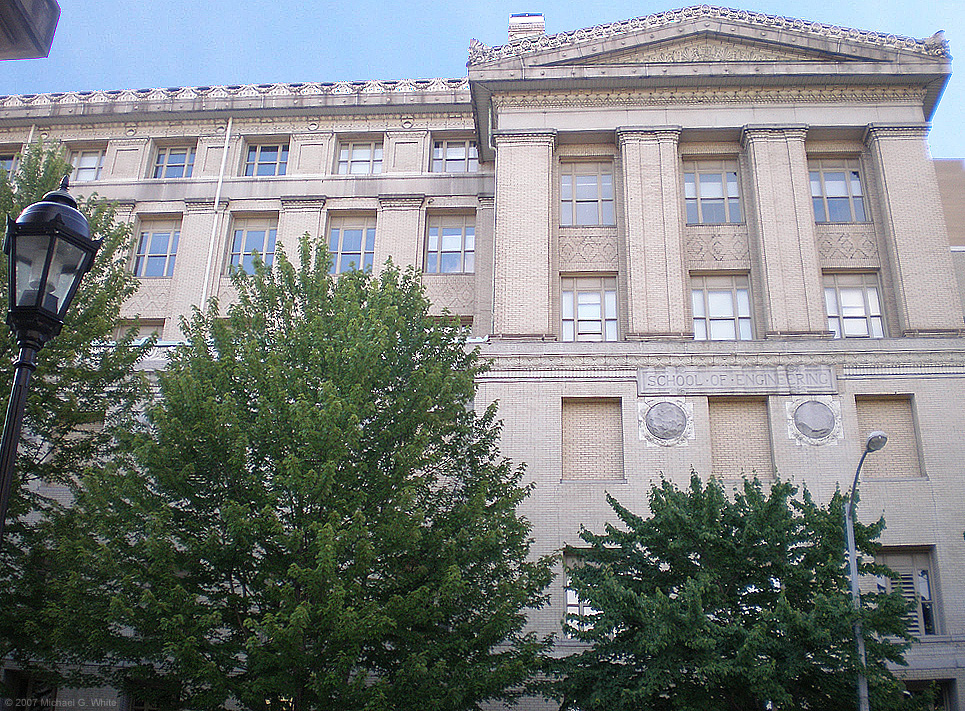
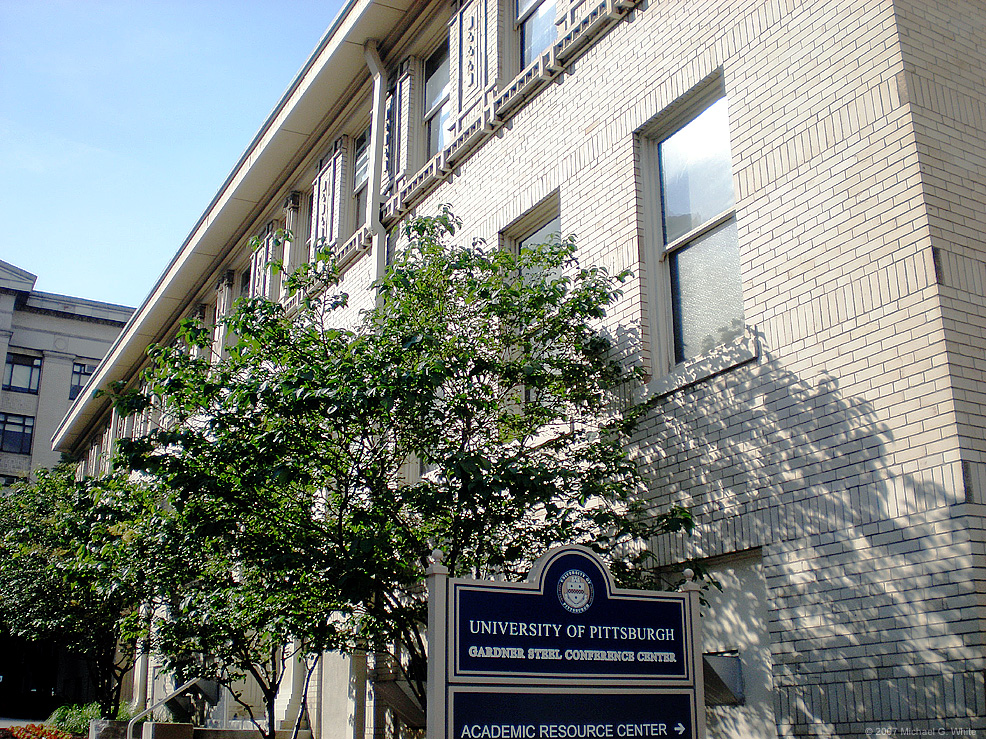
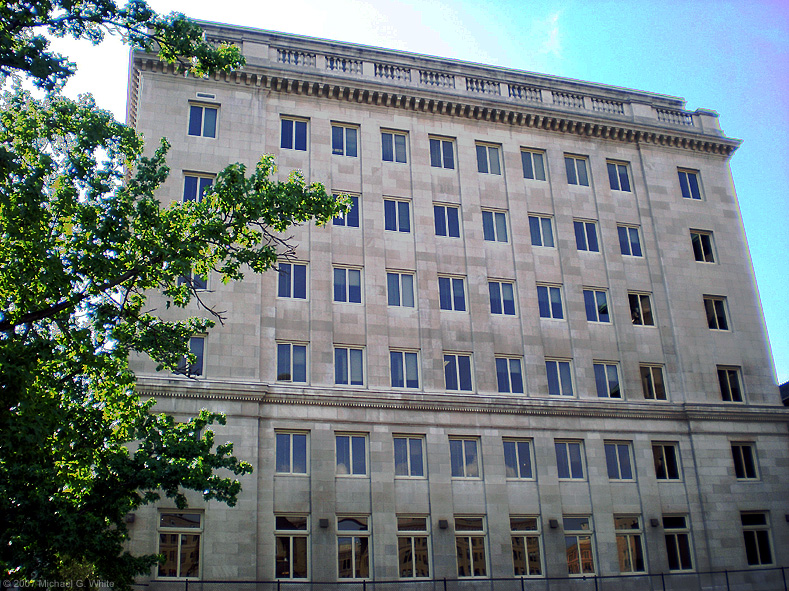
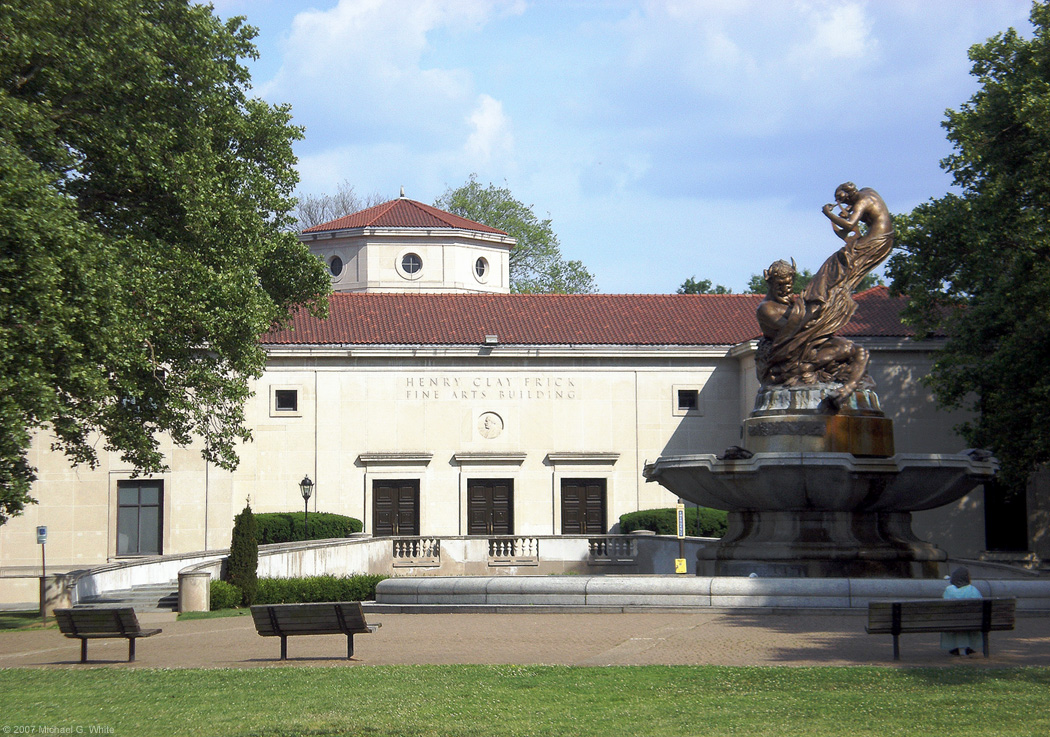
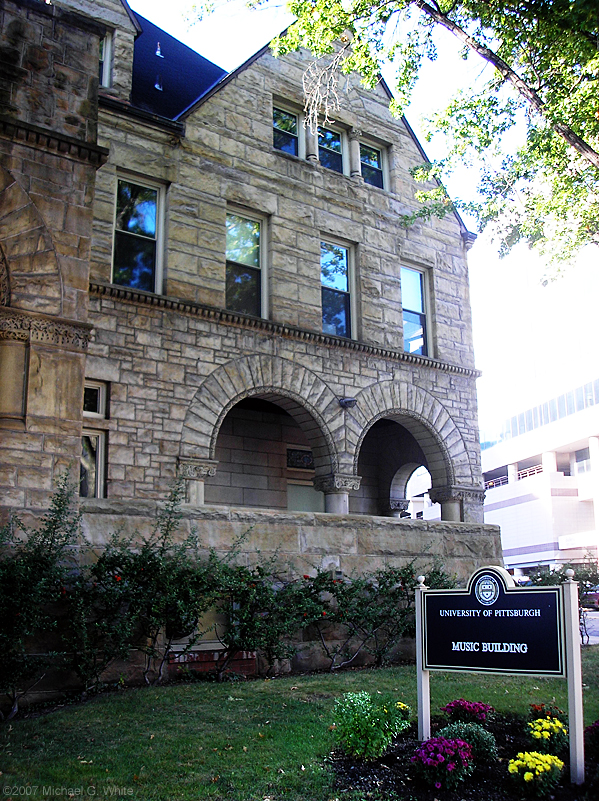
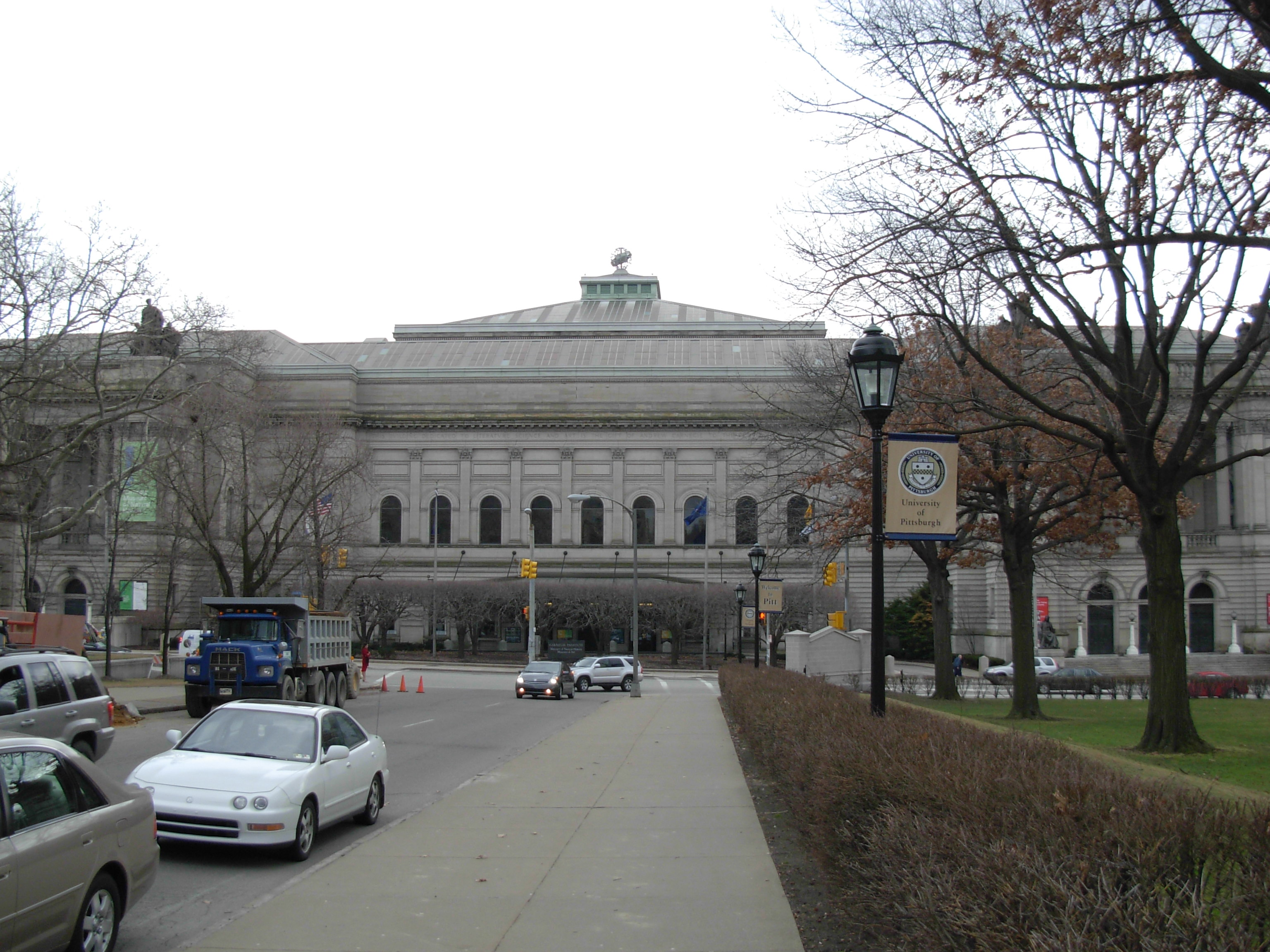
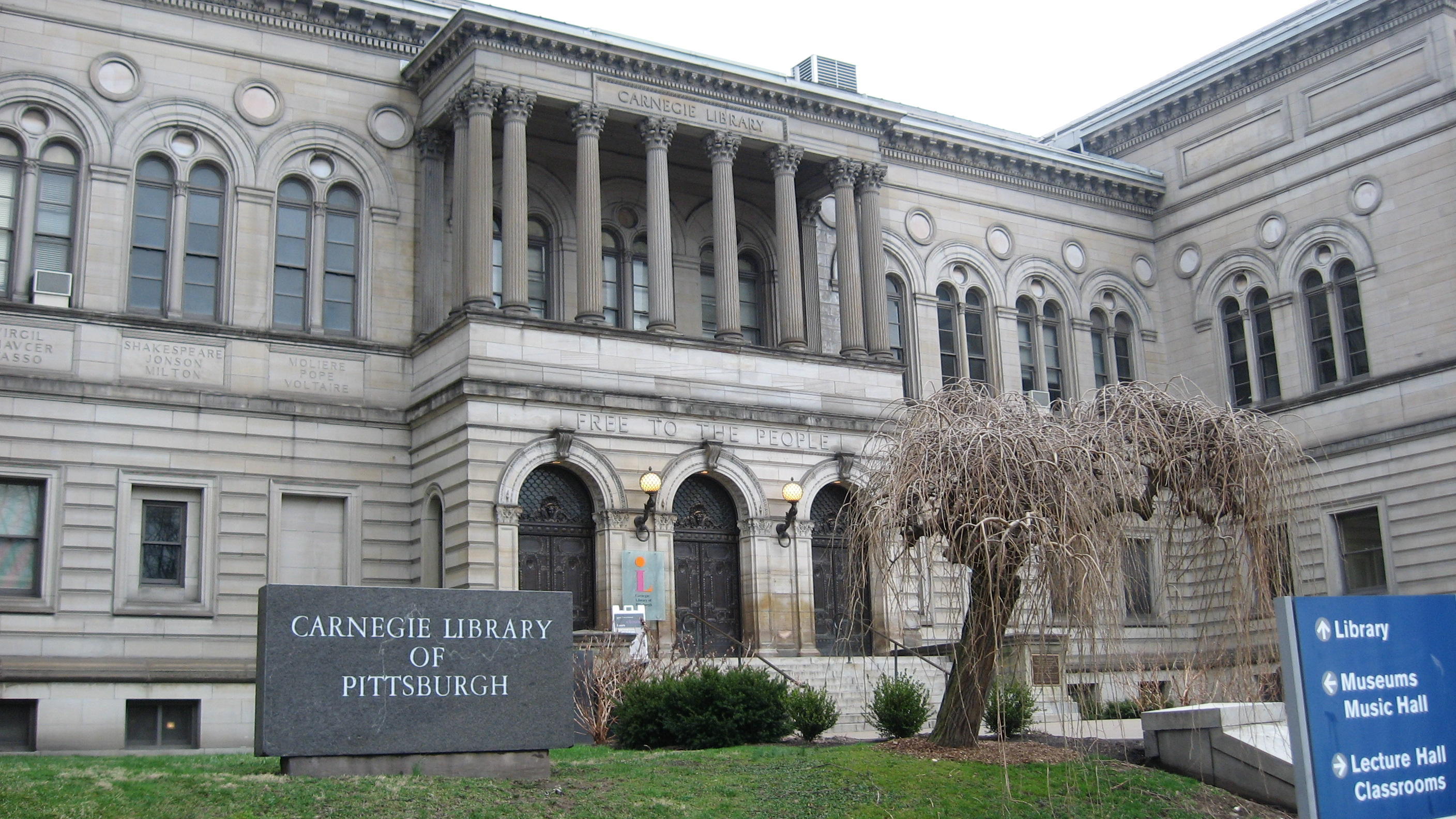
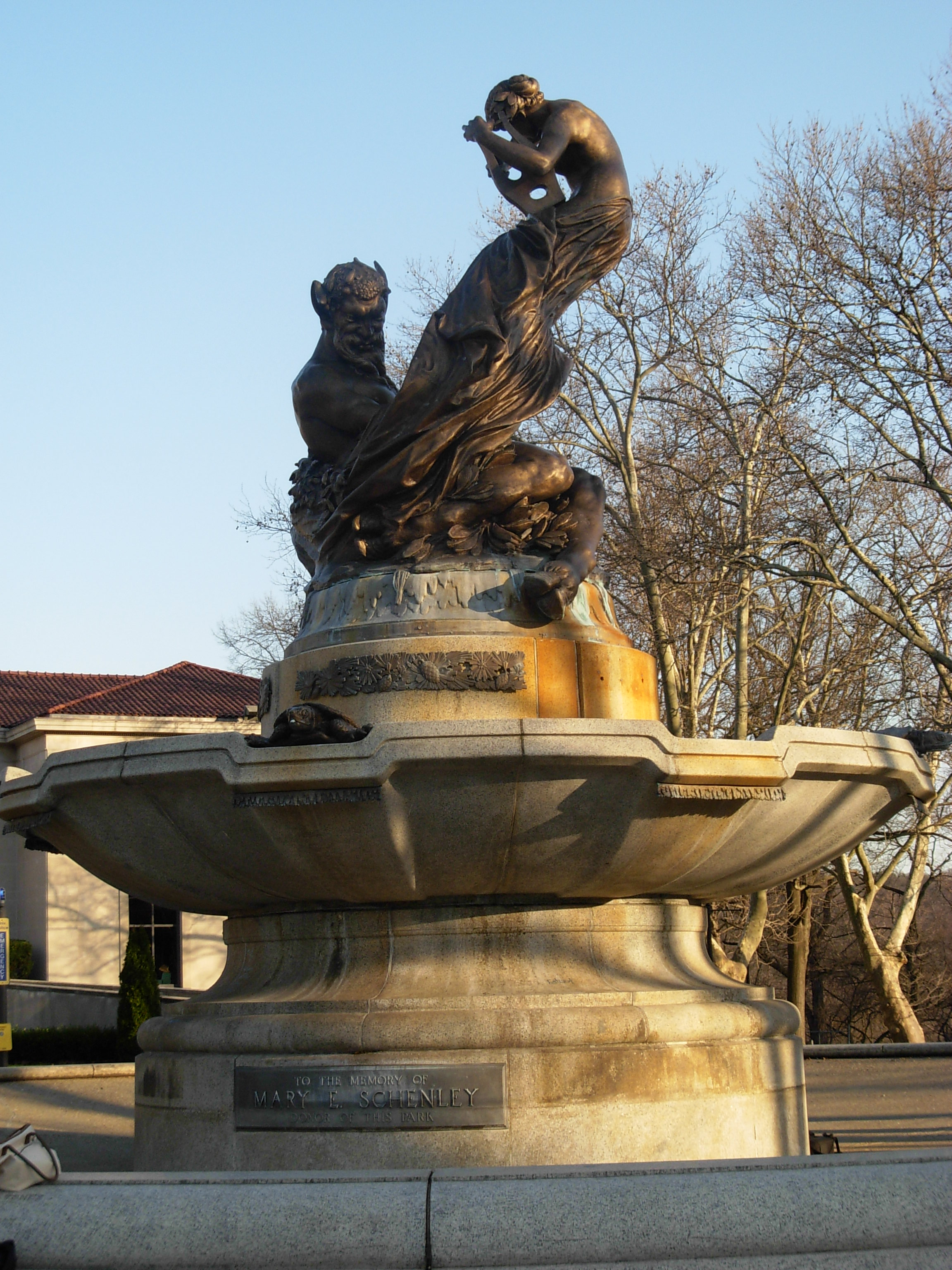
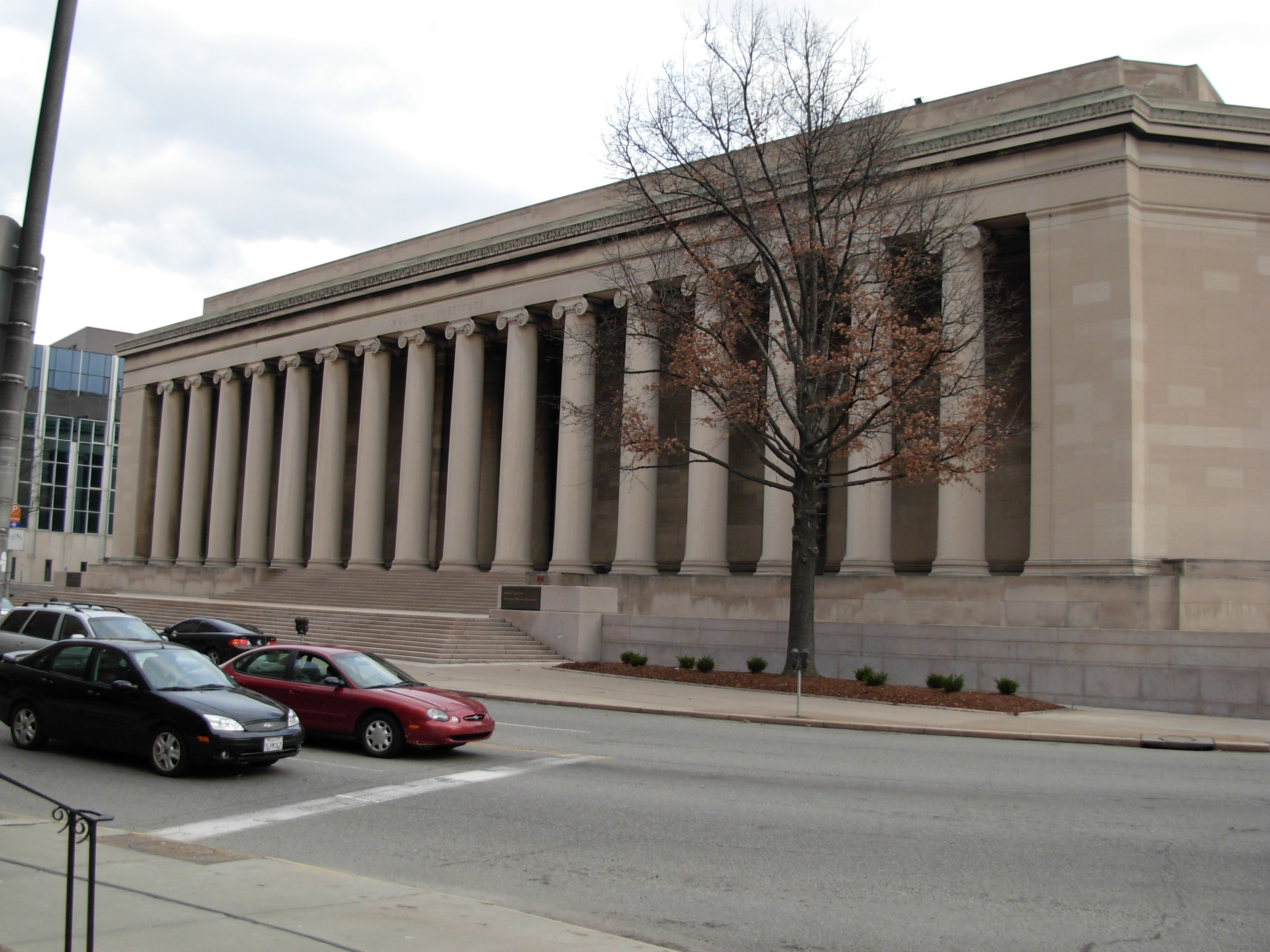
Mellon Institute
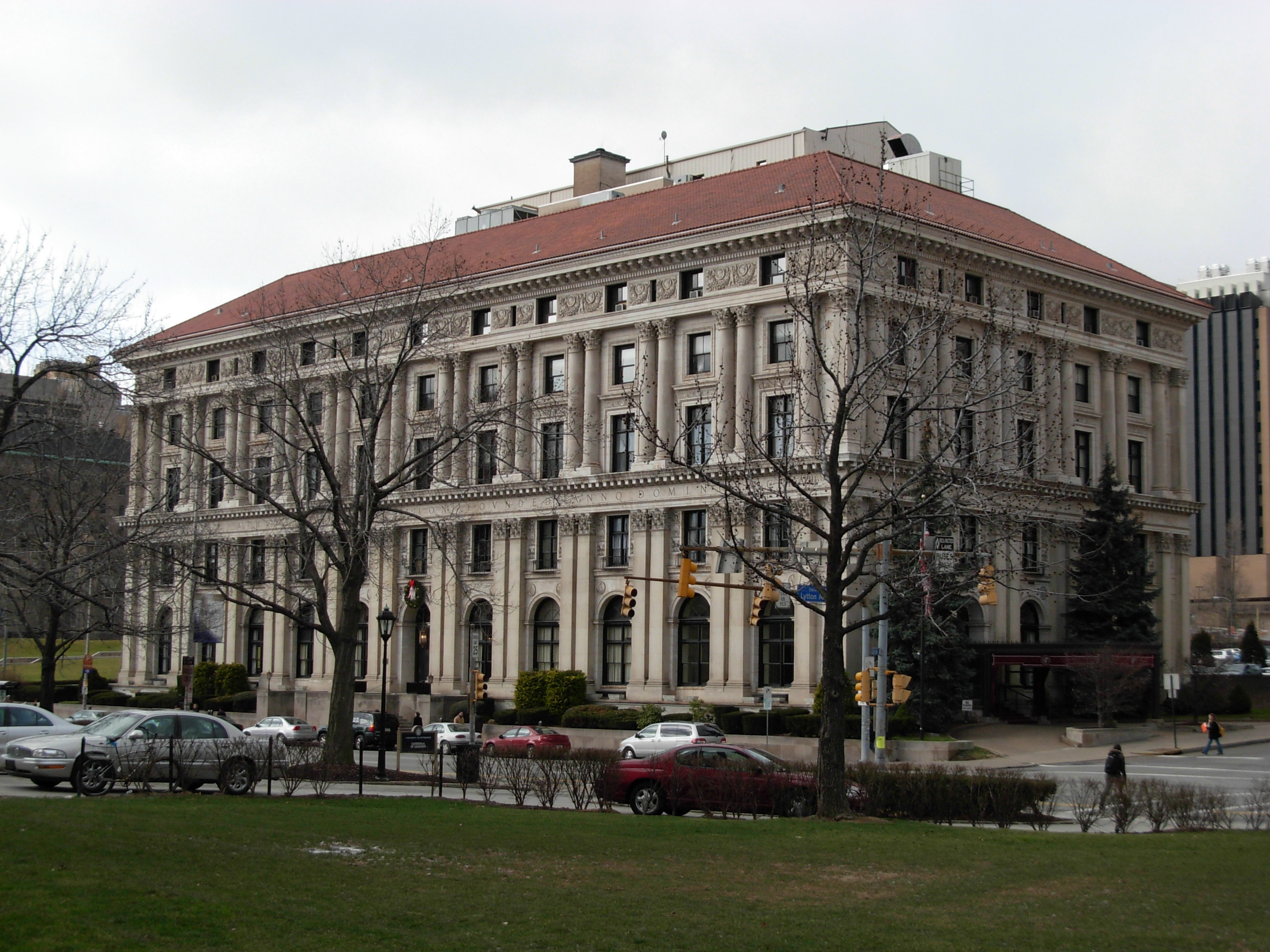
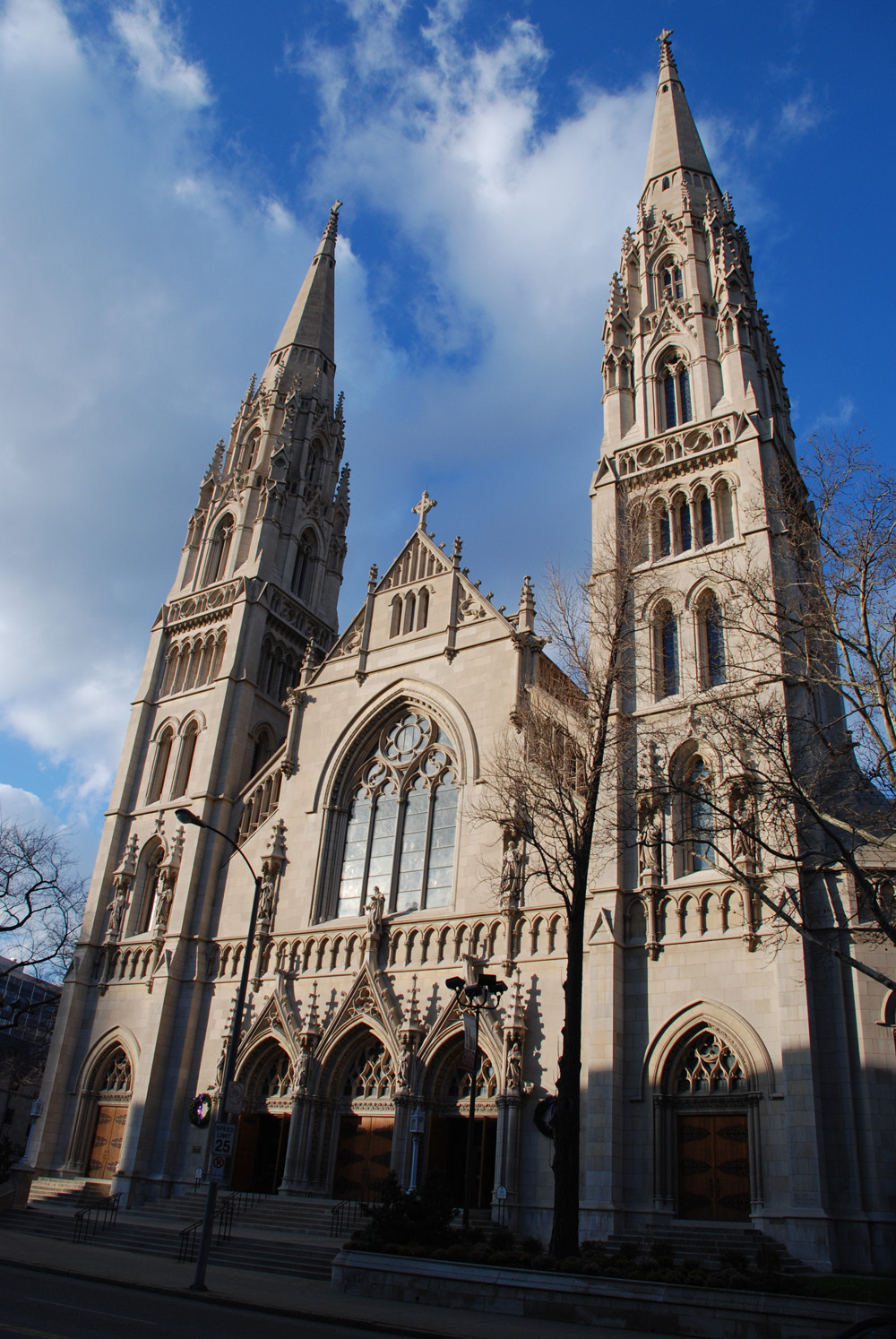
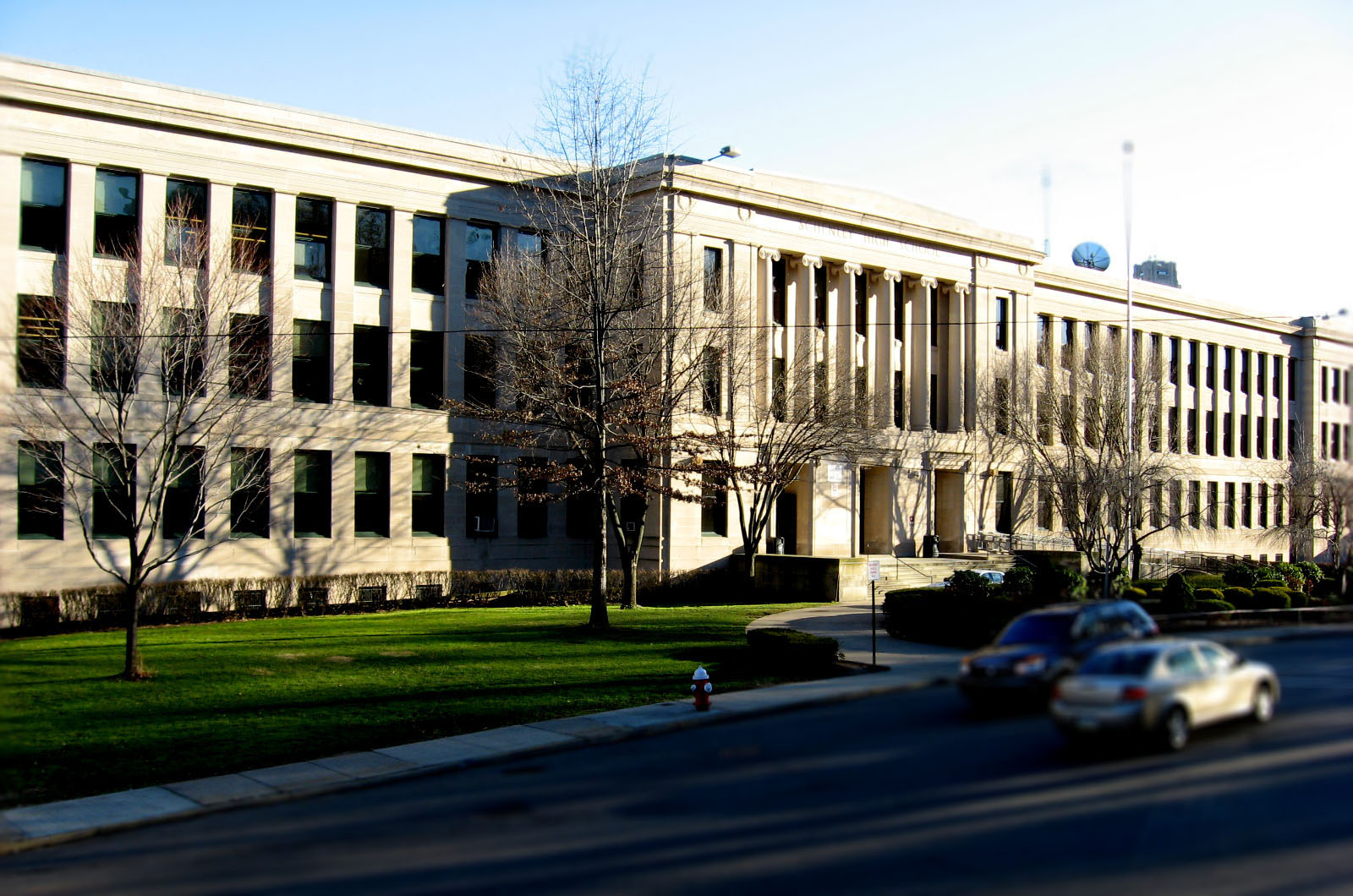
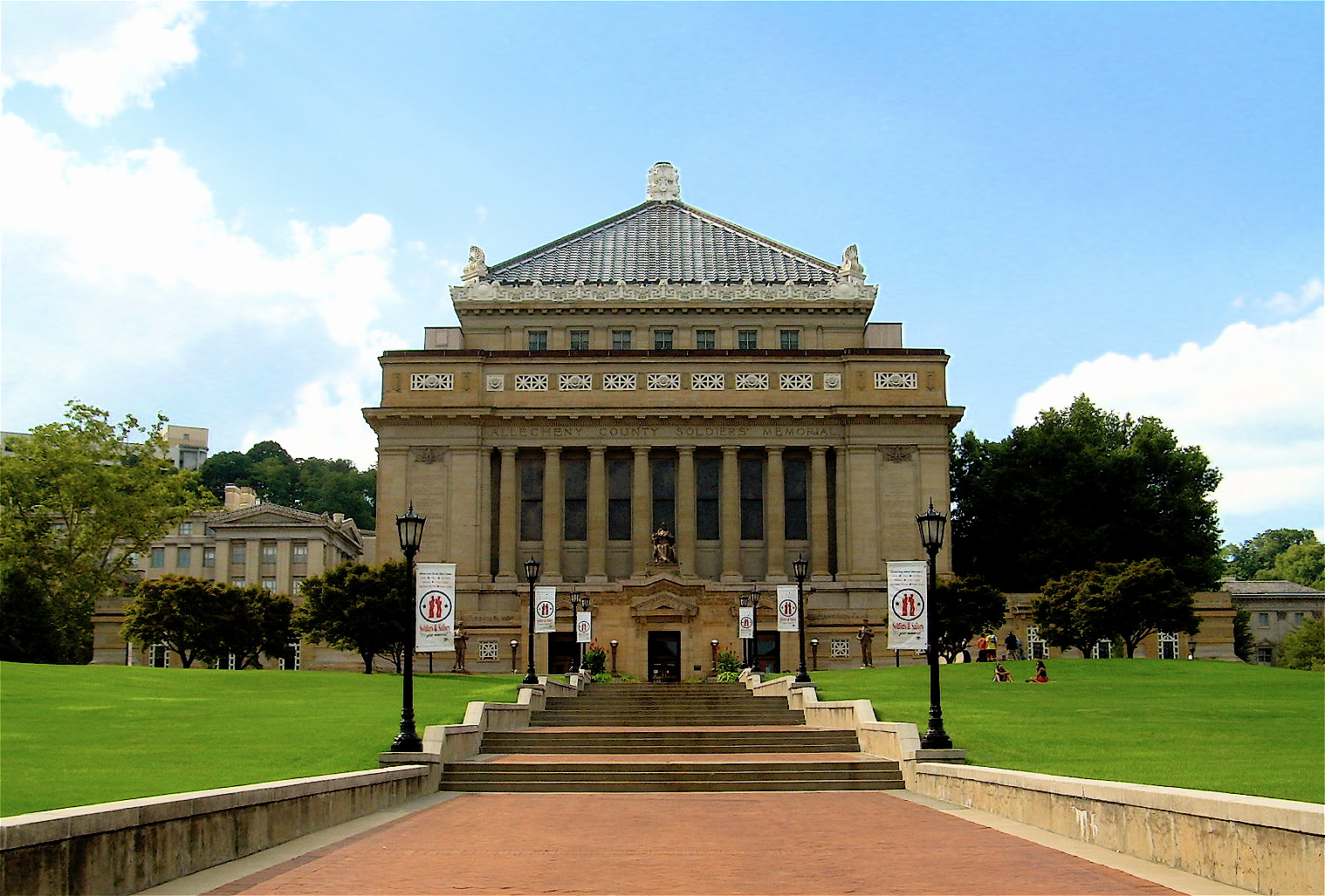
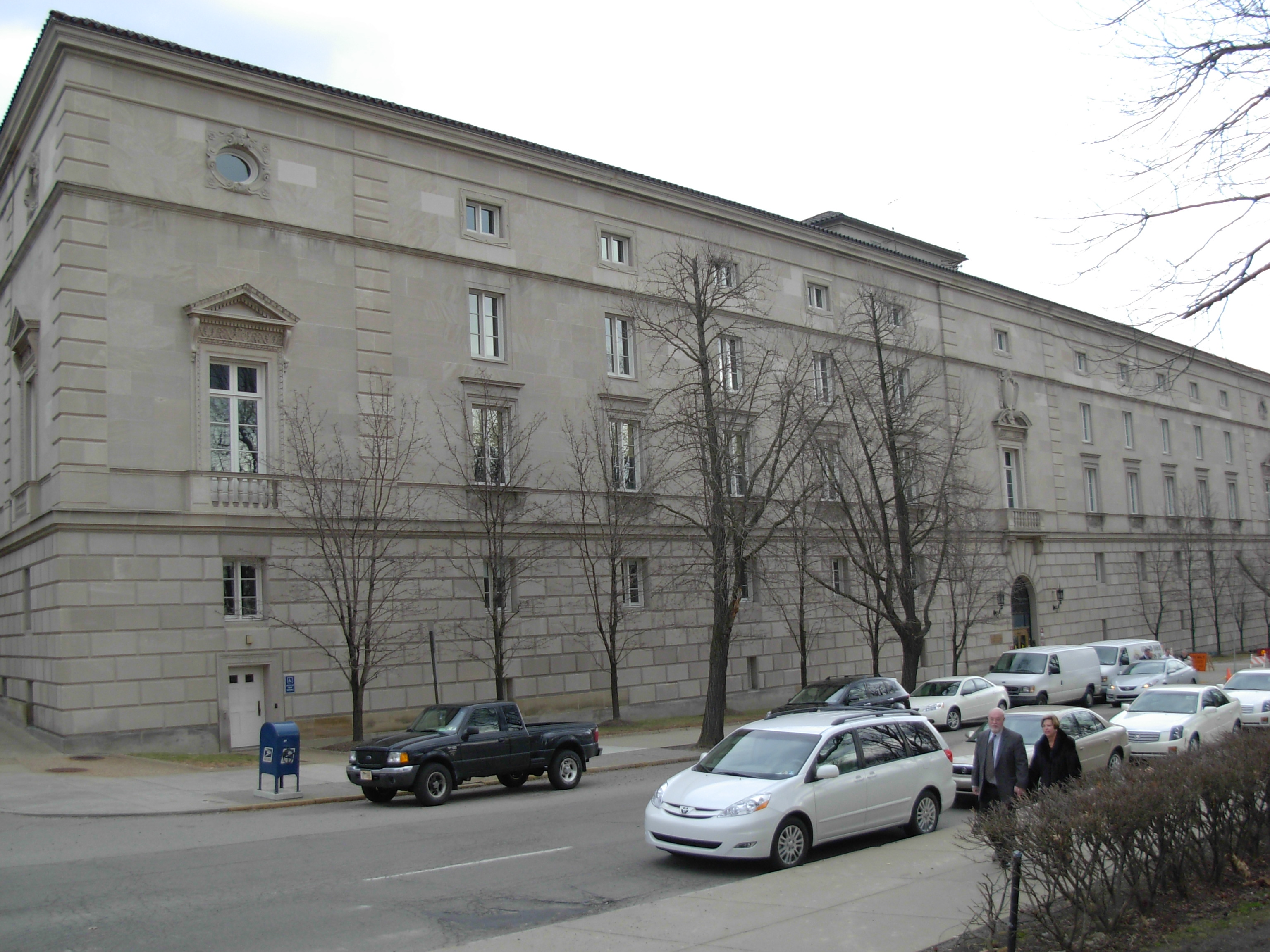
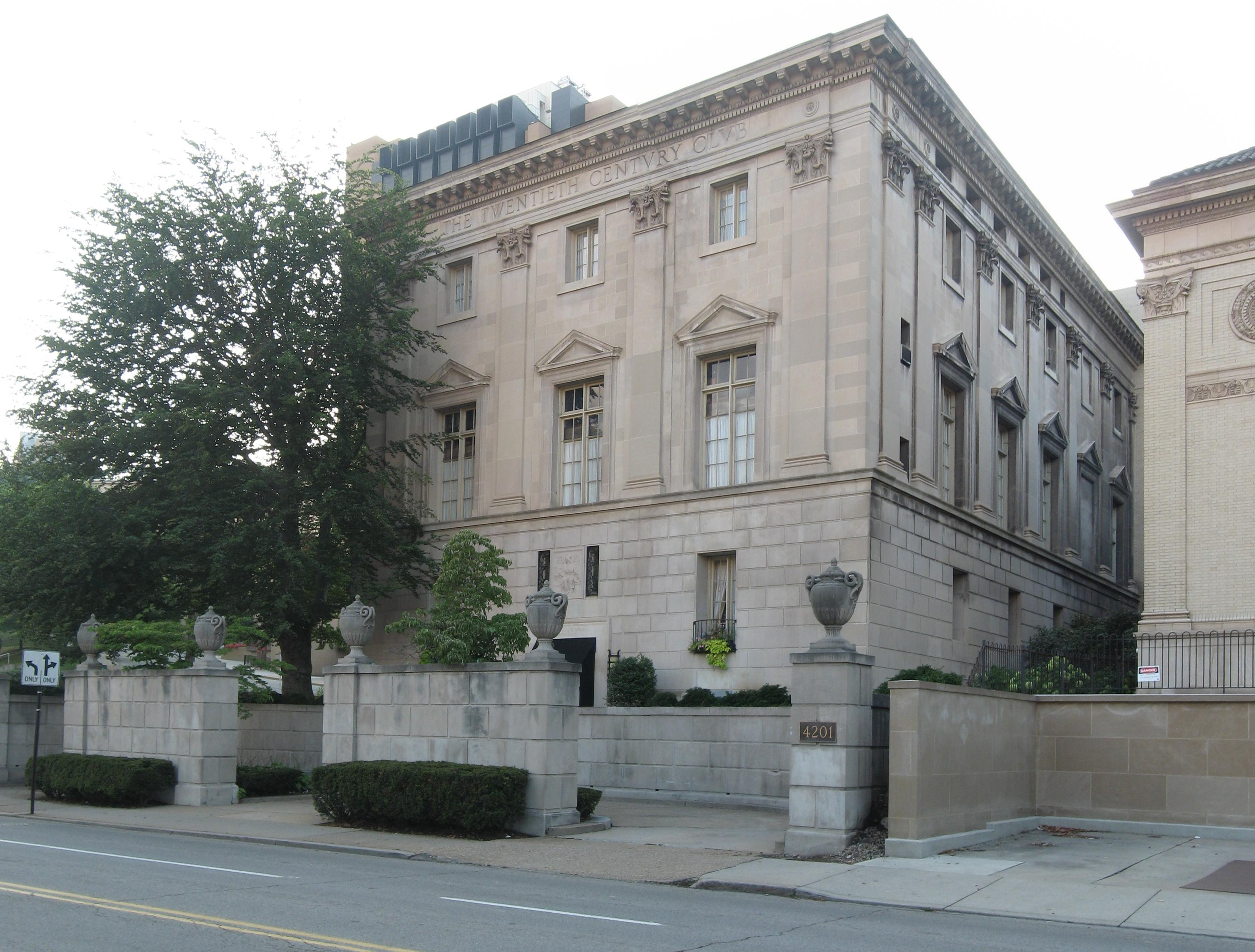
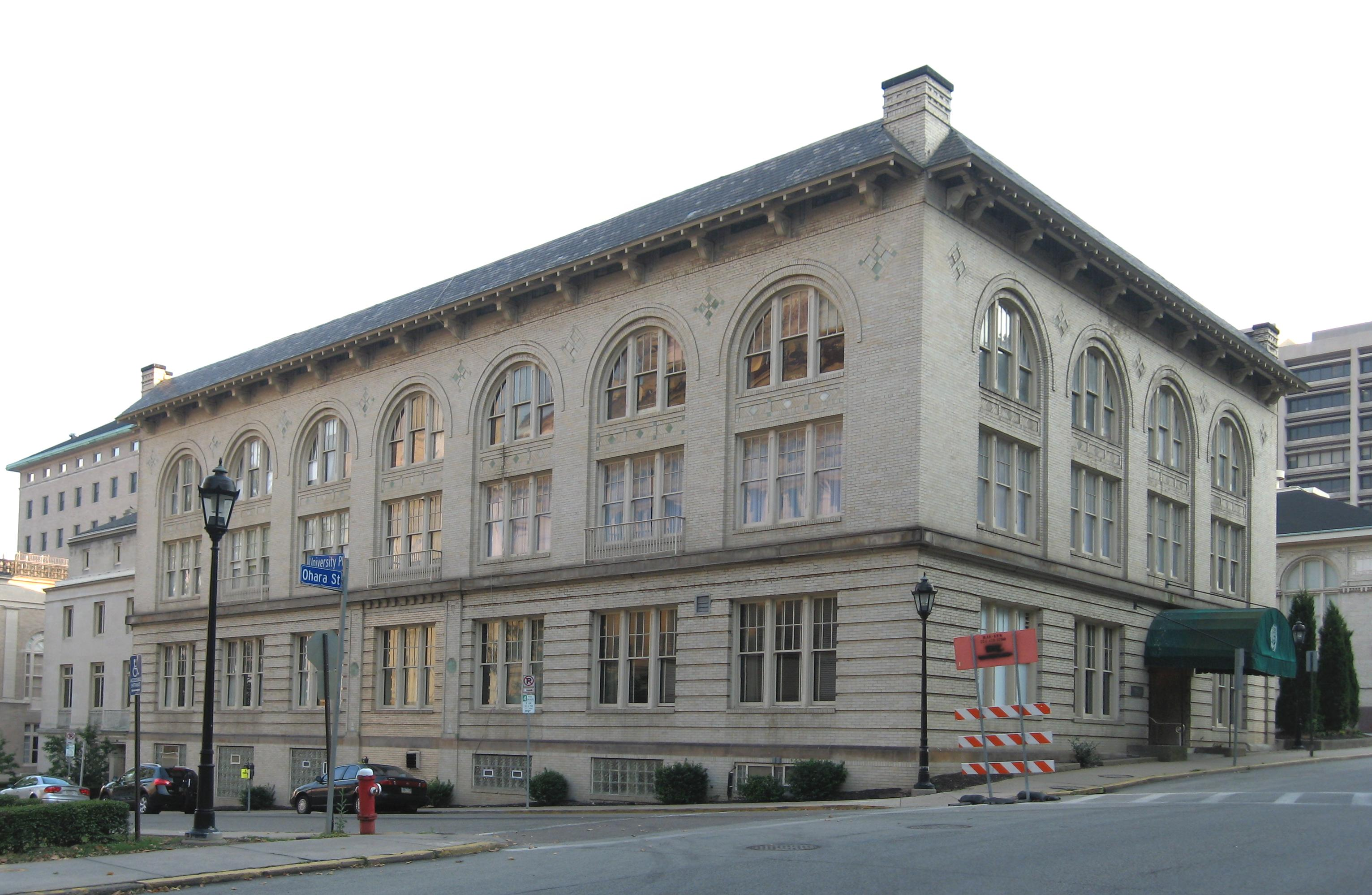
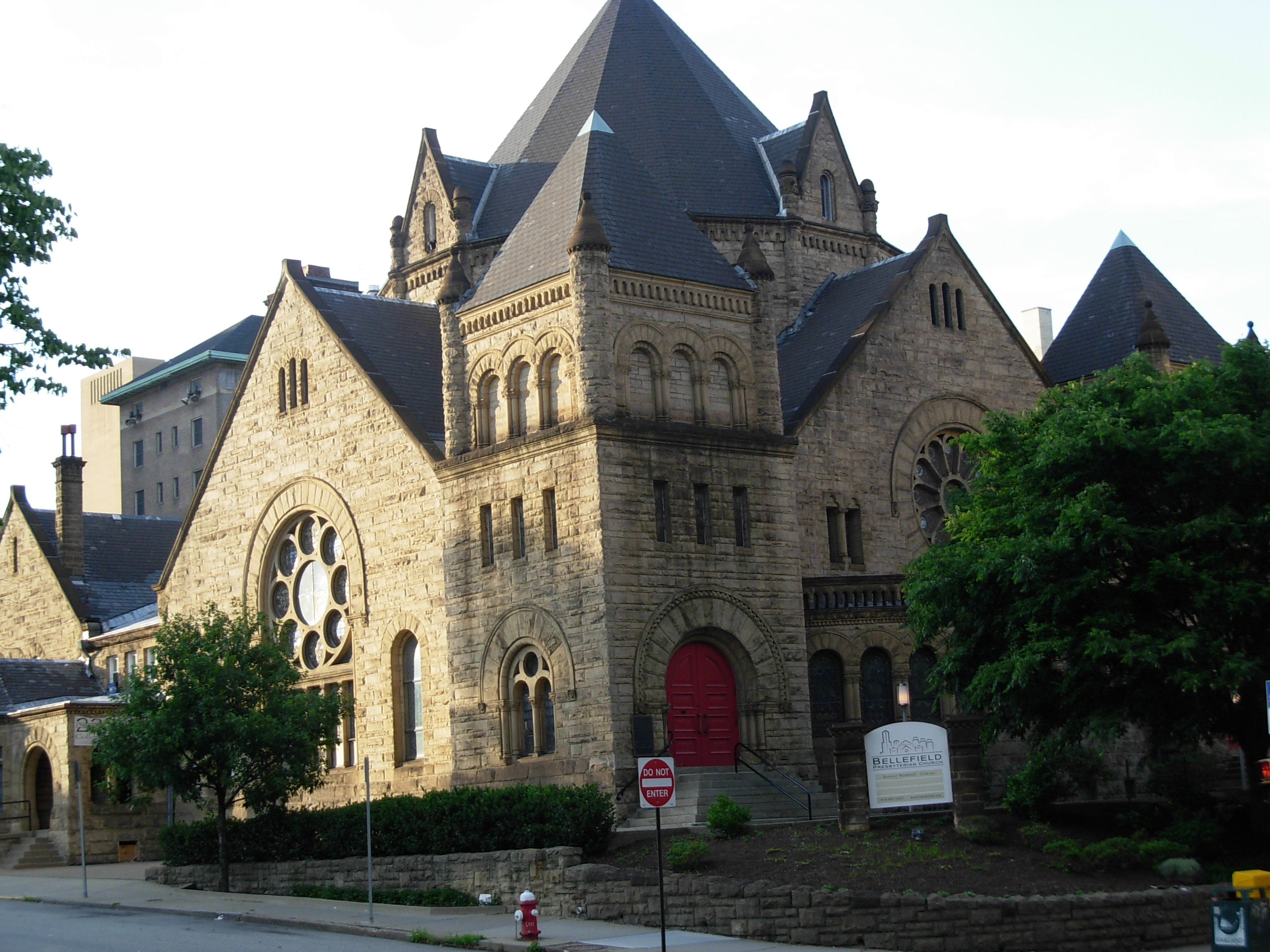
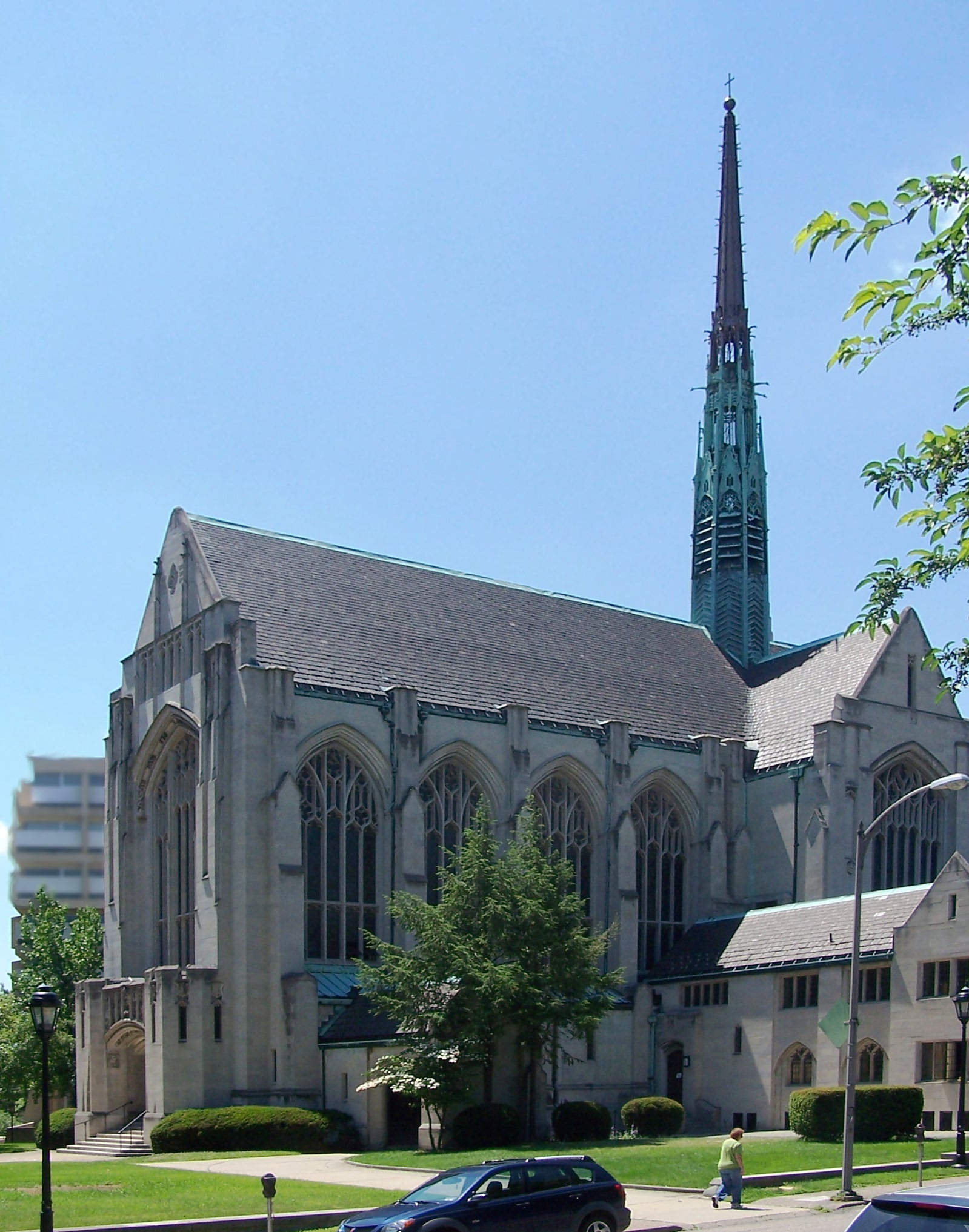